# Gustave Lefebvre
Gustave Lefebvre (Bar-le-Duc, 17 luglio 1879 – Versailles, 1º novembre 1957) è stato un egittologo e grecista francese.
Membro della Scuola ellenistica francese, partì nel 1902 per l'Egitto, dove divenne direttore del museo di antichità egiziane dal 1919 al 1928.

## Pubblicazioni
- Une chapelle de Ramsès Template:II à Abydos, 1906
- Fragments d'un manuscrit de Ménandre, 1907 (1911).
- Les graffites grecs du Memnomion d'Abydos, 1919
- Le tombeau de Pétosiris, trois volumes, 1923-1924 en ligne
- Histoire des grands prêtres d'Amon de Karnak, 1929
- Grammaire de l'égyptien classique, 1940
- Romans et contes égyptiens de l'époque pharaonique, 1948
- Essai sur la médecine égyptienne de l'époque pharaonique, 1956
- Romans et contes égyptiens de l'époque pharaonique, Librairie d'Amérique et d'Orient, 1988